# Werner Neumann (Linguist)
Werner Neumann (* 21. November 1931 in Berlin; † 2015) war ein deutscher Linguist und Hochschullehrer. Er war Direktor des Zentralinstituts für Sprachwissenschaften.

## Leben und Wirken
Nach dem Schulbesuch studierte Neumann an der Humboldt-Universität zu Berlin und promovierte zum Dr. phil. Er wurde mit der Wahrnehmung einer Dozententätigkeit an der dortigen Universität beauftragt und später Professor für Sprachwissenschaft an der Sektion Germanistik der Humboldt-Universität. 1969 wechselte er als Professor an die Akademie der Wissenschaften der DDR in Berlin, wo er von 1969 bis 1972 Direktor des Zentralinstituts für Sprachwissenschaft war.
Neumann war von 1987 bis 1992 Korrespondierendes Mitglied der ADW und seit 1993 Mitglied der Leibniz-Sozietät.
Er forschte und publizierte vor allem zur Geschichte der deutschen Sprache und zu Problemen der Sprachtheorie.